# Shahla Humbatova
Shahla Humbatova (en azéri : Şəhla Hümbətova) est une avocate azerbaïdjanaise spécialisée en droits de l'homme, depuis 2013, en défendant les personnes condamnées pour avoir exercé leurs libertés fondamentales. Après s'être exprimée sur les conditions de détention dans son pays, elle s'est vue radiée du barreau, ce qui provoque des protestations internationales. Elle reçoit, le 4 mars 2020, le prix international de la femme de courage, remis par Melania Trump, première dame des États-Unis et Mike Pompeo, secrétaire d'État des États-Unis

## Biographie
Elle commence à pratiquer le droit en Azerbaïdjan en 2013, où les avocats qui défendent les droits de l'homme peuvent se retrouver victimes d'abus et même être radiés du barreau. Elle est l'une des deux femmes qui sont prêtes à défendre de telles affaires dans la culture conservatrice de son pays. Elle suscite des critiques et de l'admiration pour avoir notamment défendu des clients LGBT. Son exemple encourage les autres à défendre dans des affaires politiquement sensibles.
En 2019, elle s'exprime publiquement sur les mauvaises conditions de vie du prisonnier politique et journaliste Mehman Huseynov (en). Il était son client et elle est ensuite mise en garde contre la diffusion de fausses informations par le service pénitentiaire et l'association du barreau azerbaïdjanais la menace de poursuites. Après cela, la prison lui refuse l'accès à ses clients. L'association du barreau attire des critiques internationales pour avoir décidé de radier Humbatova. L'ordre des avocats est prié de la rétablir dans son métier, en raison du caractère « arbitraire » de ses accusations.
Elle reçoit le prix international de la femme de courage, le 4 mars 2020. Earle D. Litzenberger (en), ambassadeur américain en Azerbaïdjan, fait le déplacement à Washington, pour la soutenir lors de la remise de ce prix.
Elle est la première personne originaire d'Azerbaïdjan à remporter le prix. Elle souligne, par la suite, qu'elle est récompensée en Amérique pour la même chose que celle pour laquelle elle a été punie dans son propre pays.

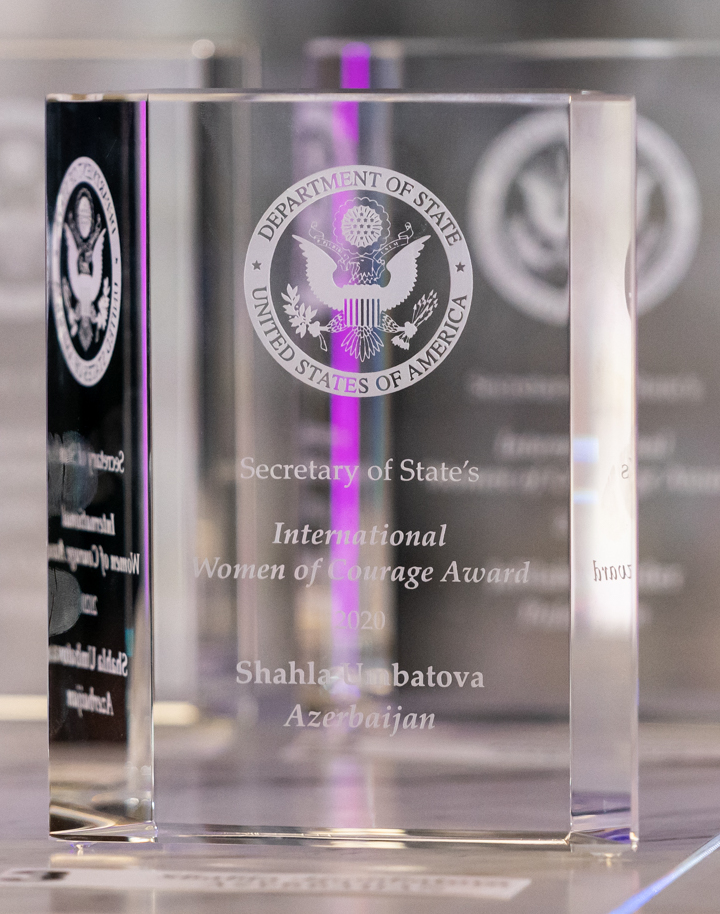
Prix de la femme de courage 2020, remis à Shahla Humbatova.

## Source de la traduction
- (en) Cet article est partiellement ou en totalité issu de l’article de Wikipédia en anglais intitulé « Shahla Humbatova » (voir la liste des auteurs).